# Sherbrooke
Sherbrooke es una ciudad de Quebec, Canadá, capital de la región administrativa de Estrie, situada en la confluencia de los ríos Magog y San Francisco, ambos tributarios del San Lorenzo. La ciudad tiene 147.427 habitantes siendo la sexta ciudad en población de la provincia y es el centro de un área metropolitana de 194.555 habitantes, formada por los antiguos municipios de Ascot, Bromptonville, Deauville, Fleurimont, Lennoxville, Rock Forest, Saint-Élie d'Orford y Sherbrooke. Sherbrooke es una fundación inglesa pero actualmente hablan francés el 91% de sus habitantes. Cuenta con dos universidades además de diversos centros culturales.
Sherbrooke es un importante centro universitario con ocho instituciones y 40.000 estudiantes por año. La proporción de estudiantes universitarios es de 10,32 estudiantes por cada 100 habitantes, en proporción a su población, por lo que es la mayor concentración de estudiantes en Quebec.
Desde el siglo XIX, Sherbrooke ha sido también un importante centro manufacturero, aunque este segmento de la economía ha experimentado una transformación considerable en las últimas décadas como resultado de la disminución de los sectores manufactureros tradicionales de la ciudad. Hoy en día, el sector de servicios ocupa un lugar destacado en la economía de la ciudad, así como una economía basada en el conocimiento cada vez mayor.
La región de Sherbrooke es conocida por sus montañas y lagos. Cinco estaciones de esquí se encuentran aproximadamente a una hora o menos, Owl's Head, Sutton, Bromont, Orford y Mountjoy. El monte Bellevue, de tamaño reducido en el centro de la ciudad es un lugar donde también se puede esquiar. Las montañas de Nueva Inglaterra como Sugarloaf y Killington Peak, se encuentran cerca de la ciudad, a 50 minutos de la frontera con Estados Unidos.

## Toponimia
Originalmente conocido como Hyatt's Mill (el molino de Hyatt), la ciudad lleva el nombre de Sir John Coape Sherbrooke (1764-1840), un militar que fue teniente gobernador de Nueva Escocia (1812-1816) y Gobernador en Jefe de Norteamérica británica (1816 a 1818).

## Geografía
Sherbrooke se encuentra ubicada en las coordenadas 45°24′00″N 71°53′03″O / 45.40000, -71.88417. Según Statistics Canada, tiene una superficie total de 353,49 km² y es una de las 1135 municipalidades en las que está dividido administrativamente el territorio de la provincia de Quebec.

### Demografía
Según el censo de 2011, había 154 601 personas residiendo en esta ciudad con una densidad poblacional de 437,4 hab./km². Los datos del censo mostraron que de las 147 427 personas censadas en 2006, en 2011 hubo un aumento poblacional de 717,664 habitantes (4,9%). El número total de inmuebles particulares resultó de 75 880 con una densidad de 214 inmuebles por km². El número total de viviendas particulares que se encontraban ocupadas por residentes habituales fue de 70 572.

## Historia

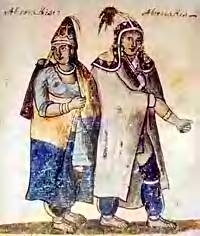
Pareja de Abenaki del.

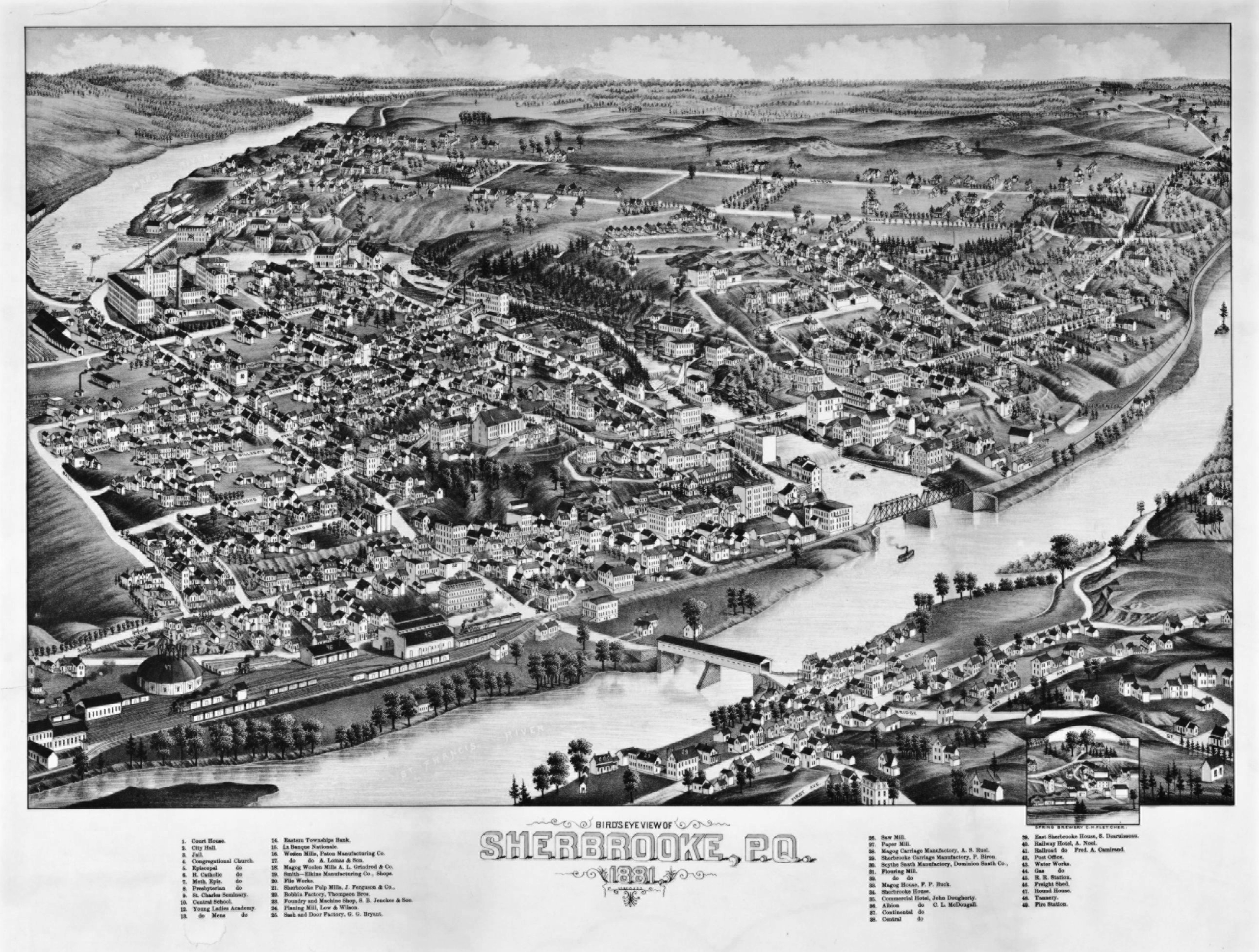
Vista de Sherbrooke en 1881.

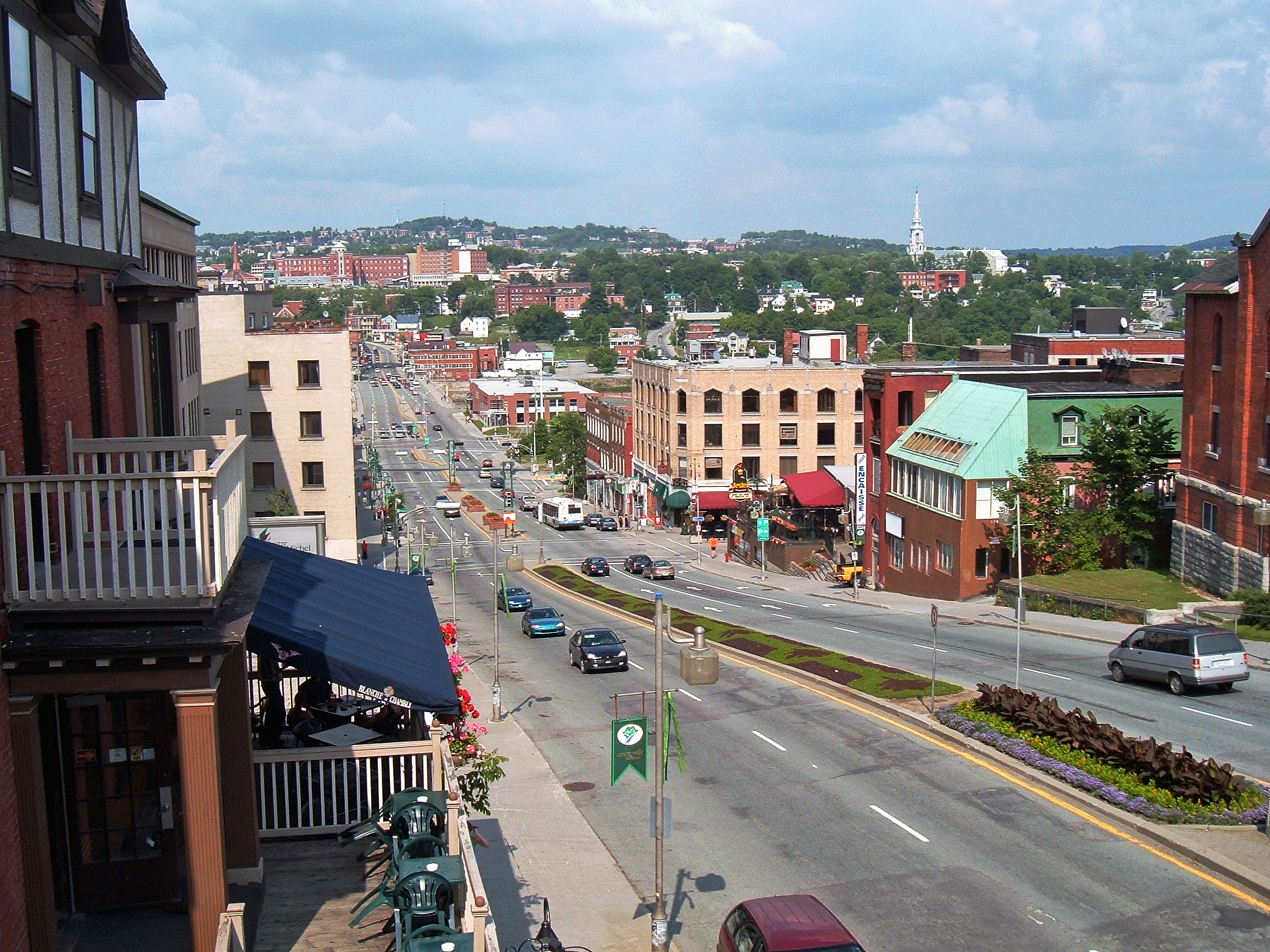
Rue King, centro de Sherbrooke.

Los primeros pobladores amerindios habitaron la región desde hace 8000 años. En Coaticook y Capleton se han encontrado algunos vestigios de asentamientos humanos que datan de 4500 años.
A la llegada de Samuel de Champlain en 1608 la zona está sometida bajo el control de los Mohawk. A través de los misioneros, los franceses crearon una alianza con los Abenaki, situada en Maine y Vermont, pero fueron expulsados al valle del río San Lorenzo, cerca de Trois-Rivières, tras la victoria de los Mohawk en la guerra de 1660. Procurando obtener el dominio del territorio, la zona en donde actualmente se encuentra Sherbrooke se transforma en campo de batalla entre los dos pueblos y de pasaje para quienes debían transitar por la región.
Durante la Guerra de los Siete Años entre Francia y Gran Bretaña, los Abenaki, siempre aliados con los franceses, los guían a través de los ríos de los Cantones del Este (Estrie), pasando frecuentemente por el sitio de Sherbrooke, durante las redadas inglesas. Cuando la paz se firmó en 1783 y pronto después del reconocimiento de la independencia de los Estados Unidos, la región de los Cantones del Este vuelve a manos de los Abekani por pocos años, quienes practican desde hace siglos la caza y la pesca. Sin embargo, la Revolución Americana atrae a los lealistas a la región y empiezan a codiciar las tierras y a obtener concesiones del gobierno.
El primer colono que se establece en el sitio de Sherbrooke es un francocanadiense de nombre Jean-Baptiste Nolain, de quien se conocen pocos detalles, salvo que llegó en 1779 para dedicarse a la agricultura.
Las primeras tentativas de colonización se dieron en 1792 en la ribera del San Francisco. El lugar era conocido con el nombre de Cowan's Clearance. En 1793 el lealista Hilbert Hyatt, originario de Schenectady, se establece no muy lejos de la confluencia del Massawippi y el Coaticook, antes de que el gobernador de Bajo Canadá adjudicara oficialmente las tierras. En los dos años siguientes, 18 familias más llegan a habitar en el sitio. Finalmente la corona reconoce la propiedad de las tierras a Hyatt en 1801, construyendo el primer dique en el río Magog, en colaboración con otro lealista llamado Jonathan Ball, que habían comprado la tierra en la orilla norte del río. Entonces Hyatt construye un molino de harina en la orilla sur del río, mientras que Ball construyó un aserradero en la costa norte. Debido a la construcción del molino, Hyatt da origen en 1802 a la pequeña aldea que se conoció como "Hyatt's Mill" (el molino de Hyatt) que se convertirá en la ciudad de Sherbrooke en 1818.
En 1832 Sherbrooke atrae la mayoría de las actividades de la British American Land Company (BALC) y se comienza a beneficiar de sus inversiones, inyectando un importante capital británico a la región. Se establecen algunas actividades manufactureras que aprovechan la energía hidráulica del río Magog. Desde 1835 se comienza a buscar apoyo gubernamental para establecer una línea férrea por Sherbrooke, pero esto solo se hace realidad en 1852, a través de la línea que conecta las ciudades de  Montreal y Portland.
A partir de la segunda mitad del siglo XIX se comienzan a establecer instituciones académicas que le dieron a la ciudad una orientación universitaria.
En 1982, el municipio regional de condado de la Région sherbrookoise fue creado. En 2001 se fusionan los municipios de Ascot, Bromptonville, Deauville, Fleurimont, Lennoxville, Rock Forest, Saint-Élie d'Orford y Sherbrooke para crear la ciudad actual de Sherbrooke, que tiene las competencias de municipio regional de condado.

## Transporte
En la ciudad pasan cuatro autopistas, tres rutas nacionales y cuatro rutas regionales. Posee servicio de transporte urbano e interurbano y un terminal localizado en la antigua estación de tren, en el centro de la ciudad.
Sherbrooke es un importante nodo ferroviario en donde operan tres líneas: MMA (Montreal, Maine y Atlántico), SLQ (San Lorenzo y Atlántico) y Quebec Central.
La ciudad cuenta con el Aeropuerto de Sherbrooke.